# Справжній детектив (1-й сезон)
Перший сезон  американського телевізійного серіалу «Справжній детектив», створений Ніком Піццолатто. Прем'єра відбулася 12 січня 2014 року на телеканалі HBO. У головних ролях: Меттью Мак-Конегі, Вуді Гаррельсон, Мішель Монаган, Майкл Поттс і Торі Кітлс. Сезон складається з восьми епізодів, останній з епізод був показаний 9 березня 2014 року.  Як антологія, кожен сезон Справжнього Детектива має свою власну самодостатню історію та акторський склад.
Події першого сезону відбуваються в штаті Луїзіана: Детективи Растін "Раст" Коул (Мак-Конегі) і Мартін "Марті" Гарт (Гаррельсон), які розслідували вбивство повії Дори Ленг у 1995 році. Через сімнадцять років, вони повинні повернутися до розслідування. За цей час, шлюб Гарта опиняється під загрозою, Коул бореться зі своїм бурхливим минулим.  Перший сезон Справжнього детектива досліджує теми філософського песимізму, маскулінності, і християнства.
Спочатку Піццолатто задумав Справжній детектив, як роман, але відчував, що це більше підходить для телебачення. Епізоди, режисером яких є Кері Фукунага, були зняті в Луїзіані протягом трьох місяців. Серіал отримав приголомшливо позитивні відгуки від критиків. 

## Акторський склад

### Основний склад
- Меттью Макконахі — детектив Растін Спенсер «Раст» Коул
- Вуді Харрельсон — детектив Мартін «Марті» Харт
- Мішель Монаган — Меггі Харт
- Майкл Поттс — детектив Мейнард Гілбо
- Торі Кіттлз — детектив Томас Папаніа

### Ролі другого плану
- Кевін Данн — майор Кен Кесада
- Олександра Даддаріо — Ліза Траньєтті
- Майкл Харні — шериф Стів Джерейсі
- Елізабет Різер — Лорі Перкінс
- Дж. Д. Евермор — детектив Боббі Латц
- Медісон Вульф — Одрі Харт
- Ерін Моріарті — Одрі Харт у 16 років
- Меган Вульф — Мейсі Харт
- Брайтон Шарбіно — Мейсі Харт в 14 років
- Дон Єссо — капітан Список
- Бред Картер — Чарлі Ленг
- Лілі Сіммонс — Бет
- Джей О. Сандерс — Біллі Лі Таттл
- Шей Вігем — Джоел Теріо
- Глен Флешлер — Еррол Чілдрес
- Чарльз Халфорд — Реджі Льоду
- Джозеф Сікора — Рудий (Джинджер)
- Пол Бен-Віктор — майор Лерой Солтер

## Нагороди
| Нагода                                | Категорія                                                                    | Номінанти                                                         | Результат |
| ------------------------------------- | ---------------------------------------------------------------------------- | ----------------------------------------------------------------- | --------- |
| 66-а церемонія премії «Еммі»          | Найкращий драматичний серіал                                                 | Справжній детектив                                                | Номінація |
| 66-а церемонія премії «Еммі»          | Найкраща чоловіча роль у драматичному серіалі                                | Меттью Мак-Конегі                                                 | Номінація |
| 66-а церемонія премії «Еммі»          | Найкраща чоловіча роль у драматичному серіалі                                | Вуді Харрельсон                                                   | Номінація |
| 66-а церемонія премії «Еммі»          | Найкраща режисура драматичного серіалу                                       | Кері Дзодзі Фукунага                                              | Перемога  |
| 66-а церемонія премії «Еммі»          | Найкращий сценарій до драматичного серіалу                                   | Нік Піццолатто                                                    | Номінація |
| 66-а творча церемонія «Еммі»          | Найкраща музика до серіалу                                                   | Ті-Боун Бернетт                                                   | Номінація |
| 66-а творча церемонія «Еммі»          | Найкращий кастинг у драматичному серіалі                                     | Алекса Л. Фогель, Крістін Кро-мер і Мейган Льюїс                  | Перемога  |
| 66-а творча церемонія «Еммі»          | Найкращий грим у серіалі (нескладний)                                        | Фелісіті Баурінг, Венді Белл, Енн Пала, Кім Перродін, Лінда Даудс | Перемога  |
| 66-а творча церемонія «Еммі»          | Найкраща операторська робота в серіалі (одна камера)                         | Адам Аркапоу                                                      | Перемога  |
| 66-а творча церемонія «Еммі»          | Кращий дизайн великих титр                                                   | Патрік Клер, Рауль Маркс, Дженніфер Софіо Холл                    | Перемога  |
| 66-а творча церемонія «Еммі»          | Найкраща робота художника-постановника у серіалі                             | Алекс Діджерландо, Мара Лепер-Шлооп, Тім Біч, Синтія Слагтер      | Номінація |
| 66-а творча церемонія «Еммі»          | Кращий монтаж драматичного серіалу (одна камера)                             | Аффонсо Гонкалвес                                                 | Номінація |
| 72-а церемонія «Золотого глобуса»     | Найкращий міні-серіал або телефільм                                          | Справжній детектив                                                | Номінація |
| 72-а церемонія «Золотого глобуса»     | Найкраща чоловіча роль у міні-серіалі чи телефільмі                          | Меттью Мак-Конегі                                                 | Номінація |
| 72-а церемонія «Золотого глобуса»     | Найкраща чоловіча роль у міні-серіалі чи телефільмі                          | Вуді Харрельсон                                                   | Номінація |
| 72-а церемонія «Золотого глобуса»     | Найкраща жіноча роль другого плану в міні-серіалі, телесеріалі чи телефільмі | Мішель Монаган                                                    | Номінація |
| Премія TCA                            | Найкраща нова програма                                                       | Справжній детектив                                                | Номінація |
| Премія TCA                            | Програма року                                                                | Справжній детектив                                                | Номінація |
| Премія TCA                            | Найкращі досягнення у кіно, міні-серіалі чи програмі                         | Справжній детектив                                                | Перемога  |
| Премія TCA                            | Особисті досягнення у драмі                                                  | Меттью Мак-Конегі                                                 | Перемога  |
| Вибір телевізійних критиків           | Найкращий драматичний серіал                                                 | Справжній детектив                                                | Номінація |
| Вибір телевізійних критиків           | Найкраща чоловіча роль у драматичному серіалі                                | Меттью Мак-Конегі                                                 | Перемога  |
| Супутник                              | Найкращий драматичний серіал                                                 | Справжній детектив                                                | Номінація |
| Супутник                              | Найкраща чоловіча роль у драматичному серіалі                                | Вуді Харрельсон                                                   | Номінація |
| Супутник                              | Найкраща жіноча роль другого плану в серіалі, міні-серіалі або телефільмі    | Мішель Монаган                                                    | Номінація |
| Премія Гільдії сценаристів США        | Драматичний серіал                                                           | Нік Піццолатто                                                    | Перемога  |
| Премія Гільдії сценаристів США        | Новий серіал                                                                 | Нік Піццолатто                                                    | Перемога  |
| Премія Гільдії режисерів США          | Драматичний серіал                                                           | Кері Дзодзі Фукунага                                              | Номінація |
| Премія Гільдії менеджерів локацій США | Найкращі місця зйомок у сучасному телесеріалі                                | Бату Чендлер                                                      | Перемога  |